# Bazar (canción de Naela)
«Bazar» es una canción interpretada por la cantante colombiana Naela. Fue originalmente interpretada por el grupo mexicano Flans e incluido en el álbum homónimo publicado en 1985 y con el cual se lanzaron al estrellato.